# Scyllarides herklotsii
Scyllarides herklotsii (Herklots, 1851) é uma espécie de cavaco nativo da costa atlântica da África Ocidental. A espécie é comestível, mas dada a sua raridade não é objecto de pescaria que lhe seja especificamente dirigida, sendo apenas capturado por acidente ou em mergulho amador. A espécie é morfologica e comportamentalmente muito semelhante ao cavaco mediterrânico (S. latus).

## Descrição
S. herklotsii foi descrito em 1851 por Jan Adrian Herklots (ou Janus Adrianus Herklots) numa tese doutoral apresentada à Universidade de Leiden. O material tipo fora colectado em Butre, Gana, e está preservado no Nationaal Natuurhistorisch Museum.
A área de distribuição natural da espécie estende-se para sul desde o Senegal, onde coexiste numa pequena extensão com a área de distribuição natural da espécie similar Scyllarides latus, até à Ponta do Pinda, em Angola. A espécie é em geral encontrada a profundidades entre os 5 m e os 70 m, mas já foi assinalada a profundidades superiores a 200 m. Prefere substratos mistos de rochas e areia.
Scyllarides herklotsii atinge um comprimento total de 32 cm, mas em geral não excede os 25 cm de comprimento. Diferencia-se de S. latus presença de protuberâncias mais arredondadas e menos expressivas na sua carapaça.